# Отрадовська сільська рада
Отра́довська сільська рада (рос. Отрадовский сельский совет) — муніципальне утворення у складі Стерлітамацького району Башкортостану, Росія. Адміністративний центр — село Нова Отрадовка.

## Населення
Населення — 10731 особа (2019, 5585 в 2010, 3183 в 2002).

## Склад
До складу поселення входять такі населені пункти:
| Населений пункт      | Населення, осіб (2002) | Населення, осіб (2010) |
| -------------------- | ---------------------- | ---------------------- |
| Ашкадар, присілок    | 71                     | 71                     |
| Байрак, присілок     | 165                    | 188                    |
| Загородний, село     | 1670                   | 2188                   |
| Маріїнський, село    | 361                    | 1896                   |
| Нова Отрадовка, село | 916                    | 1242                   |